# IC 3048
IC 3048 је двојна звијезда у сазвјежђу Дјевица која се налази на листи објеката дубоког неба у Индекс каталогу.
Деклинација објекта је + 13° 4' 12" а ректасцензија 12h 13m 22,4s.